# 橋川裕之
橋川 裕之（はしかわ ひろゆき、1974年7月 - ）は、日本の歴史学者（西洋中世史・ビザンティン帝国史・ギリシャ文化史）。博士（文学）（京都大学・2007年）。静岡県立大学国際関係学部准教授。

## 来歴

### 生い立ち
1974年7月生まれ。カトリック系の中学、高校に通っていた。このころ、なぜキリスト教には多様な宗派が存在するのかと疑問を感じ、それがのちにキリスト教の歴史や西洋史を研究するきっかけとなった。1997年3月京都大学文学部史学科西洋史学専攻卒業。1999年3月、京都大学大学院文学研究科歴史文化学専攻西洋史学専修修士課程修了。なお、1998年4月から2001年3月にかけて、京都教育大学附属高等学校の非常勤講師を務めた。
2002年11月から2003年3月、京大院文学研究科21世紀COEプログラム教務補佐員。
2004年12月、イギリスのバーミンガム大学ビザンティン・オスマン・近代ギリシャ研究所修士課程修了 (Master of Philosophy)、ビザンティン帝国について学んだ。その後、再び京大院に戻り、2007年3月、博士（文学）（京都大学）。なお、この間に、2003年4月から2005年3月はDC2として、2005年4月から2007年9月はPDとして、日本学術振興会特別研究員に採用された。また、2005年4月から2007年9月三重大学、2007年4月から2007年9月大阪教育大学、2007年4月から2007年9月兵庫教育大学のそれぞれ非常勤講師を務めた。

### 研究者として
2007年10月、早稲田大学高等研究所助教。2008年4月からは、早稲田大学第一文学部の講義、早稲田大学国際教養学部の講義、セミナー、オープン教育センターの後期講義、オムニバス講義の講師を兼担した。2009年3月、早稲田大学高等研究所助教を退職。
2009年4月、静岡県立大学大学院国際関係学研究科・国際関係学部講師、主に比較文化の講義を担当した。なお、古巣である早稲田大学においては、2009年6月よりヨーロッパ文明史研究所の招聘研究員を務めている。2012年9月から2013年3月、立教大学文学部講師を兼任。なお、2010年9月、東海大学短期大学部非常勤講師。

## 研究
専門は歴史学。特に西洋中世史、ビザンティン帝国史、ギリシャ文化史といった分野の研究に取り組む。ビザンティン帝国での教会や修道院の改革、中世におけるキリスト教神秘主義の系譜、東西に分裂したキリスト教社会の発展と相互交流など、キリスト教の歴史について研究する。さらに、古代ギリシアにおける文学、哲学、歴史の記述といった研究にも取り組む。また、学術書や専門書の翻訳も手がける。
史学研究会、日本西洋史学会、日本オリエント学会、ビザンツ研究振興会、法制史学会、日本宗教学会、などの学会に所属。なお、史学研究会においては、2003年から2007年にかけて編集委員を務めた。

## 略歴
- 1974年 - 誕生。
- 1997年 - 京都大学文学部卒業
- 1998年 - 京都教育大学附属高等学校講師
- 1999年 - 京都大学大学院文学研究科修士課程修了
- 2002年 - 京都大学大学院文学研究科21世紀COEプログラム教務補佐員
- 2003年 - 日本学術振興会特別研究員
- 2004年 - バーミンガム大学ビザンティン・オスマン・近代ギリシャ研究所修士課程修了
- 2005年
  - 日本学術振興会特別研究員
  - 三重大学講師
- 2007年
  - 京都大学大学院文学研究科博士後期課程修了
  - 大阪教育大学講師
  - 兵庫教育大学講師
  - 早稲田大学高等研究所助教
- 2008年
  - 早稲田大学第一文学部講師
  - 早稲田大学国際教養学部講師
  - 早稲田大学オープン教育センター講師
- 2009年
  - 静岡県立大学国際関係学部講師
  - 早稲田大学ヨーロッパ文明史研究所招聘研究員
- 2010年 - 東海大学短期大学部講師
- 2012年 - 立教大学文学部講師

## 著作

### 執筆、寄稿等
- 『法の流通 - 法制史学会60周年記念若手論文集』（鈴木秀光ほか編著、大学図書） 2009年　ISBN 9784903425535
- 『ヨーロッパ・エリート支配と政治文化』（森原隆編、成文堂） 2010年　ISBN 9784792370862
- 『「北西ユーラシア歴史空間の再構築 - ロシア外部の史料を通じてみた前近代ロシア世界」報告書』（北海道大学スラブ研究センター共同利用・共同研究拠点公募プログラム・シンポジウム） 2010年
- 『聖地と聖人の東西 - 起源はいかに語られるか』（藤巻和宏編、勉誠出版） 2011年　ISBN 9784585210078
- 『ヨーロッパ・「共生」の政治文化史』（森原隆編、成文堂） 2013年　ISBN 9784792370961

## 翻訳
- 『紛争のなかのヨーロッパ中世』（服部良久編訳、京都大学学術出版会） 2006年　ISBN 4876986843
- 『十二世紀宗教改革』（ジャイルズ・コンスタブル著、高山博監訳、小澤実ほか訳、慶應義塾大学出版会） 2014年　ISBN 9784766421347

## 関連人物
- 高山博
- 服部良久